# Work
 Work és un curtmetratge estatunidenc amb direcció de Charles Chaplin i amb actuació seva i de Edna Purviance, Marta Golden i Charles Inslee. Va ser estrenat el 21 de juny de 1915.

## Argument
En una casa burgesa, una parella discuteix. El marit s'ha aixecat de mal peu i s'exaspera perquè triga l'esmorzar. Durant aquest temps, dos obrers s'encaminen cap a casa. El patró, assegut sobre la tartana amb tot el material, anima el seu aprenent que la tira amb pena.

## Repartiment
- Charles Chaplin: L'aprenent
- Charles Inslee: El cap de taller
- Edna Purviance: La minyona
- Billy Armstrong: El marit
- Marta Golden: La dona
- Leo White: L'amant
- Paddy McGuire: L'amic del cap de taller

## Al voltant de la pel·lícula
Va ser rodada en l'estudi Majestic de Los Angeles.
En l'escena d'inici, amb Charlot tirant com a bèstia de càrrega d'un pesat carro, apareix el costat llastimós del personatge i al llarg de la trama s'observa sovint com a element present la posició social dels participants.
Són de destacar nous i delicats gags: veient a la patrona desconfiada guardar la plata, Charlot tanca les seves butxaques i els dels seus companys amb ganxos de seguretat; havent observat l'estàtua d'una dona nua, la cobreix amb una faldilla improvisada, però no per això disminueix l'atenció que li presta; mentre s'arregla les ungles amb una paleta, descriu amb mímica la trista història de la seva vida.
En la pel·lícula apareixen a través dels efectes de Mack Sennett el joc dels objectes animats de significats subjacents i, en el crescendo de les corregudes i salts, el ritme aturdidor de les pel·lícules de l'etapa de la Mutual.